# Savannah (Nowy Jork)
Savannah – miasto w Stanach Zjednoczonych, w stanie Nowy Jork, w hrabstwie Wayne.